# Villa Grabau

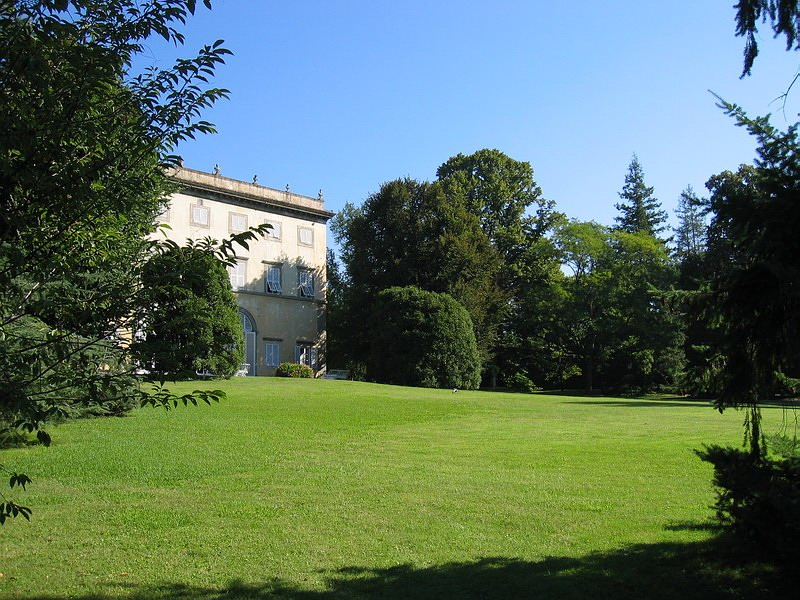
Villa Grabau e il parco antistante la villa

Villa Grabau si trova in località San Pancrazio presso Lucca.

## Storia e descrizione
La villa, risalente al XVI secolo, dal 1610 fu di proprietà dei Diodati ed in seguito appartenne ai Gualanducci, agli Orsetti, fino a quando nell'Ottocento fu acquistata da Carlo Ludovico Schwartze, che la lasciò in eredità alla moglie Carolina von Grabau, prozia degli attuali proprietari.
Alla villa, che rispecchia la tipologia classica delle aristocratiche residenze lucchesi, si accede attraverso un viale, fiancheggiato da alte siepi di lecci potate geometricamente, che, in prossimità della villa, si divide costeggiando un'ampia zona a prato di forma ovale. Il giardino sul retro della casa, posto ad un livello superiore, è introdotto da un muro di contenimento riccamente decorato da mosaici, da quattro fontane a muro con al centro mascheroni e sormontato da una raffinata balaustra. L'accesso avviene attraverso un cancello ai cui lati vigilano due cani in pietra.
Il giardino è composto da due grandi aiuole ovali, ornate da vasi di limoni, e da un'alta siepe curvilinea di lecci, posta nella parte terminale, che definisce uno spazio ad anfiteatro al cui centro si colloca una grande vasca circolare con zampillo. Statue di figure femminili introducono a passaggi aperti nella siepe, che conducono al selvatico in cui si dipanano vialetti tortuosi, arredati con panchine, un tavolo in pietra e sculture, tra le quali spicca una tartaruga con grifo, originariamente posta al centro della vasca circolare.
Due annessi di pregevole valore sono posti ai lati del selvatico, ad est si trova una serra riscaldata con stufe e ad ovest una limonaia caratterizzata da aperture ovali bugnate. Con la ristrutturazione ottocentesca dello Schwartze sono andati perduti i giardini terrazzati posti davanti alla facciata principale, mentre non ha alterato quello a nord e il grazioso teatro di verzura, realizzato con siepi di bosso potato, posto di fianco alle scuderie. La zona ovest è stata quella maggiormente interessata dalle trasformazioni ottocentesche, che si sono concretizzate nella realizzazione di aree boscate con esemplari di sequoie, liriodendri, cipressi, ed altre essenze secondo il nuovo interesse al collezionismo botanico collegato alla diffusione dei trattati specialistici.
A villa Grabau sono state girate alcune scene del film I più grandi di tutti di Carlo Virzì (2012).

## Altre immagini

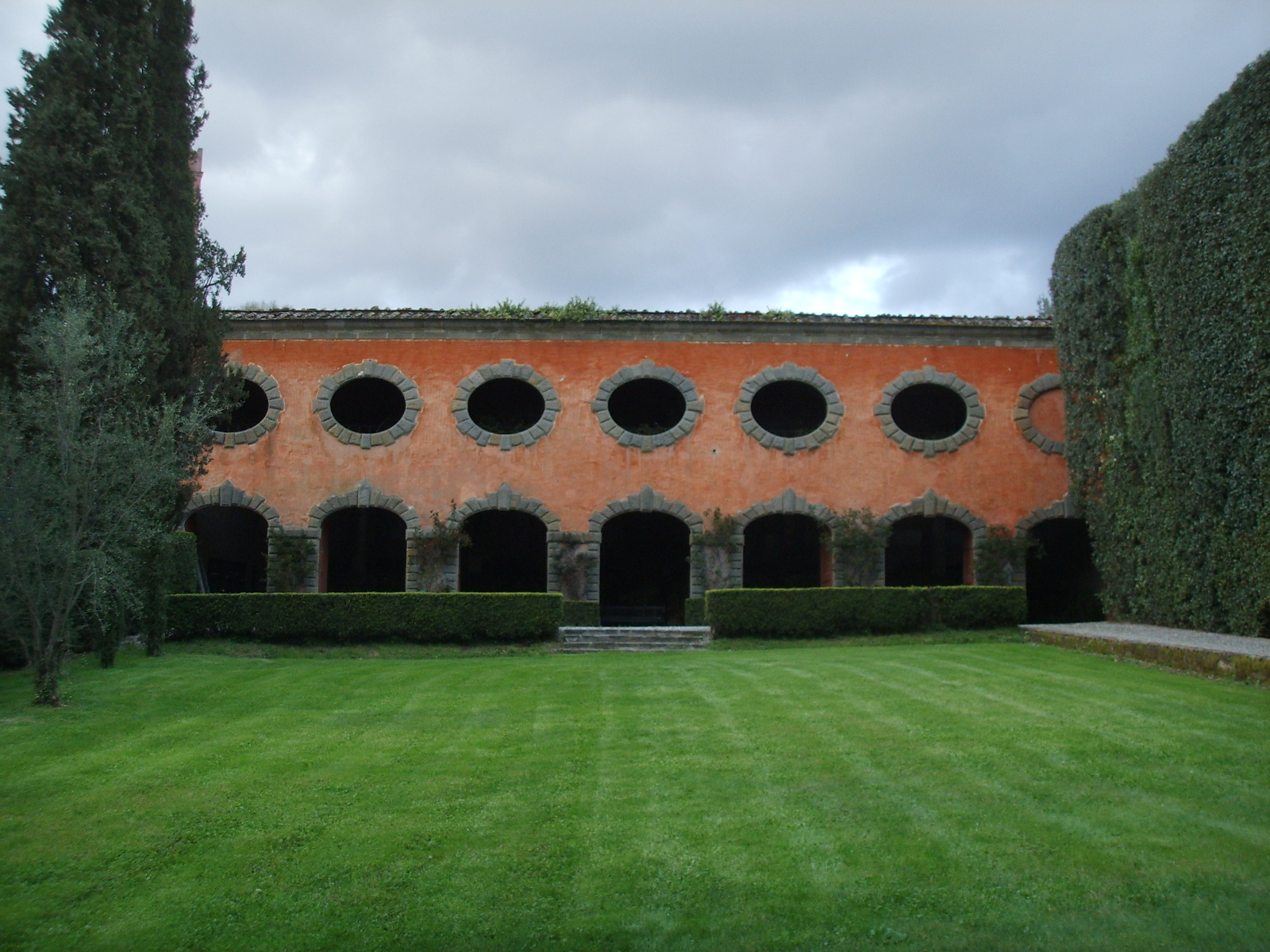
La limonaia
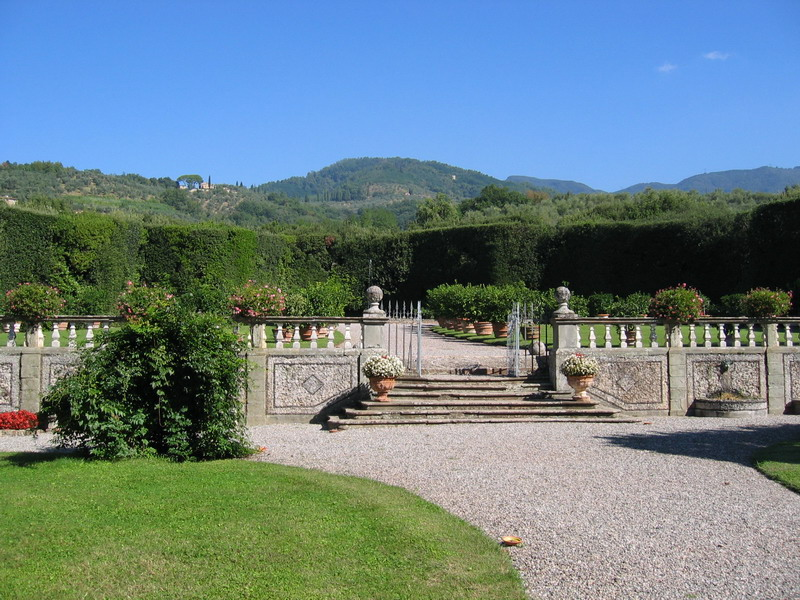
Il giardino
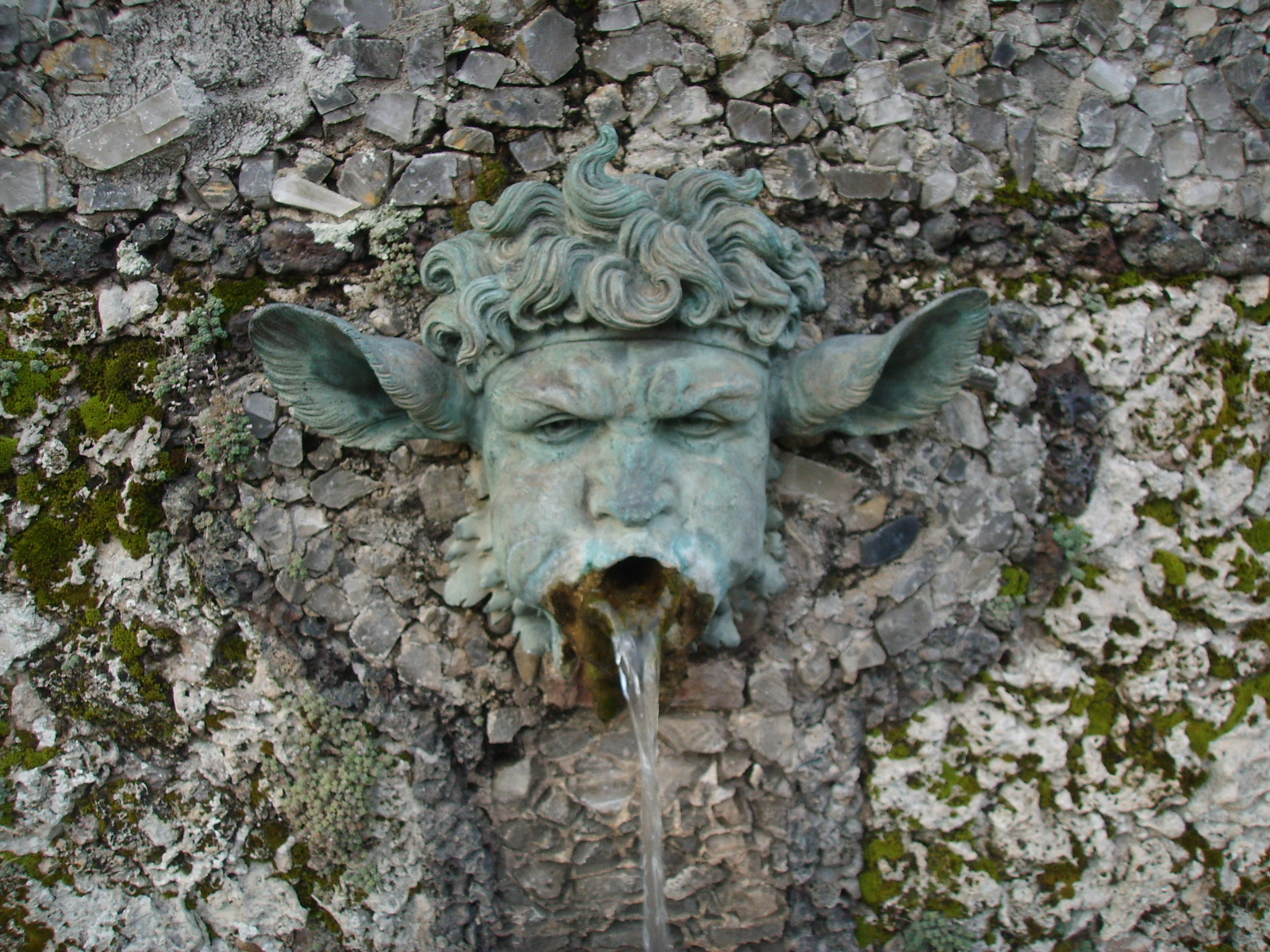
Mascherone
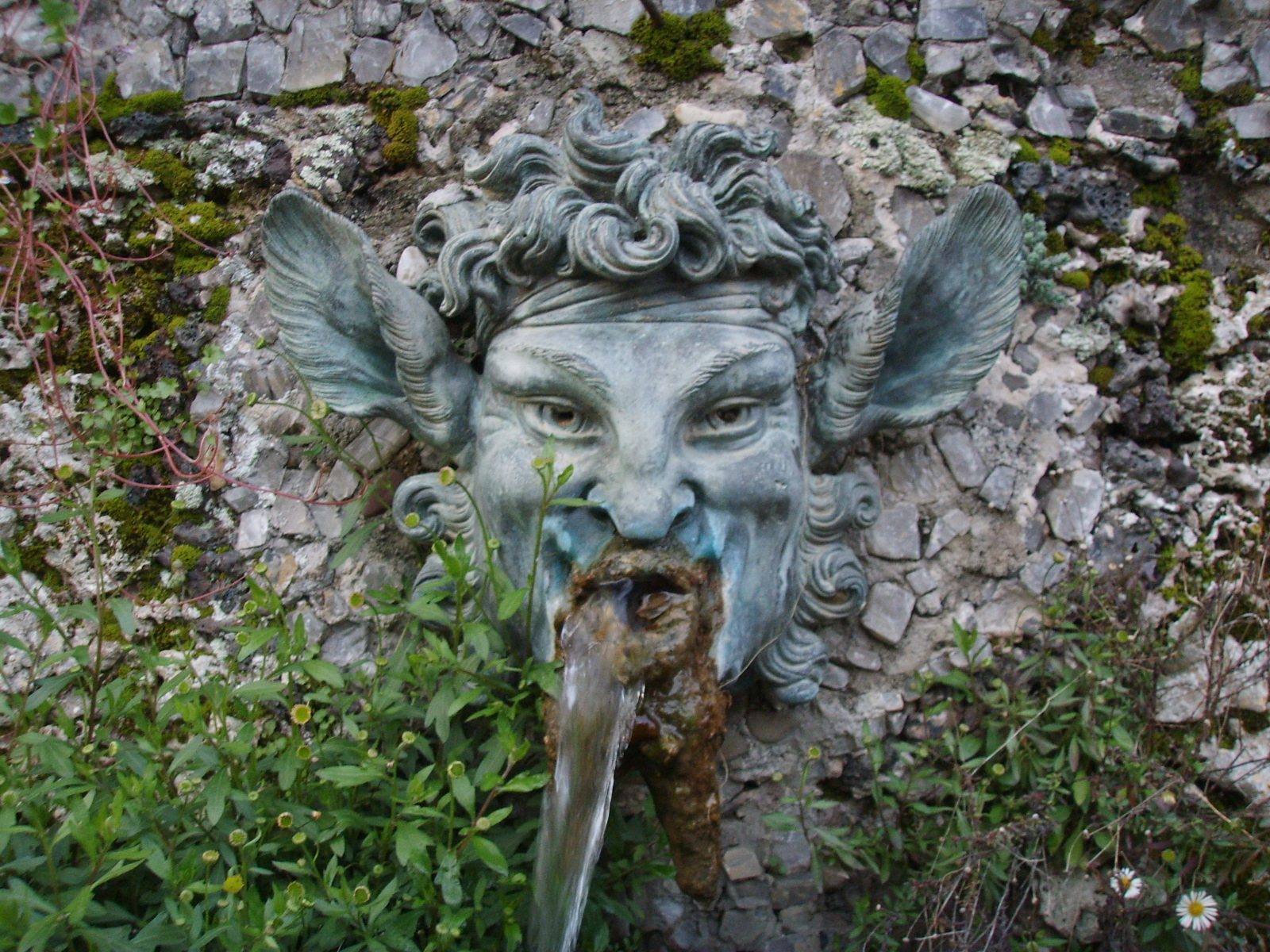
Mascherone